# كلي إضافي
الكلي الإضافي هو الأعم من شيء. واعلم أنه إذا قلنا ‍الحيوان‍‍ مثلا ‍كلي‍‍، فهناك أمور ثلاثة: الحيوان حيث هو، ومفهوم الكلي، والحيوان من حيث أنه يعرض له الكلية؛ والمجموع المركب منهما، أي من الحيوان والكلي والتغاير بين هذه المفهومات، ظاهر: فإن مفهوم الكلي — ما لا يمنع نفس تصوره عن وقوع الشركة فيه، ومفهوم الحيوان — الجسم النامي الحساس المتحرك بالإرادة، فالأول يسمى كليا طبيعيا لأنه موجود في الطبيعة، أي في الخارج. والثاني كليا منطقيا لأن المنطق إنما يبحث عنه. والثالث كليا عقليا لعدم تحقيقه إلا في العقل.
والكلي، إما ذاتي، وهو الذي يدخل في حقيقة جزئياته، كالحيوان بالنسبة إلى الإنسان والفرس؛ وإما عرضي وهو الذي لا يدخل في حقيقة جزئياته بألا يكون جزء أو بأن يكون خارجا، كالضحك بالنسبة إلى الإنسان.